# Michiel Cauwel
Michiel Cauwel (12 maart 2007) is een Belgisch voetballer die als centrale verdediger speelt. Hij staat onder contract bij KRC Genk.

## Carrière
Cauwel genoot een groot deel van zijn jeugdopleiding bij KAA Gent, hier werd hij in de zomer van 2022 weggehaald door KRC Genk. Na een sterk eerste seizoen bij de U16 werd zijn contract meteen opengebroken en verlengt tot de zomer van 2026. Voor aanvang van het seizoen 2023/24 werd Cauwel opgenomen in de kern van Jong Genk, de beloften van de club. Op 7 april 2024 maakte Cauwel zijn officieel debuut in het profvoetbal, hij mocht in de 85ste minuut invallen in de competitiewedstrijd tegen SL16 FC. Deze wedstrijd werd winnend afgesloten met 1-0. Op 25 augustus 2024 maakte hij zijn eerste doelpunt in het profvoetbal in de competitiewedstrijd tegen RFC de Liège, deze werd ook winnend afgesloten door Jong Genk met 4-1. Cauwel was naast zijn doelpunt ook goed voor een assist in de deze wedstrijd voor Robin Mirisola.

## Clubstatistieken
| Seizoen         | Club            | Land            | Competitie      | Competitie | Competitie | Beker | Beker | Supercup | Supercup | Europees | Europees | Totaal | Totaal |
| Seizoen         | Club            | Land            | Competitie      | Wed.       | Dlp.       | Wed.  | Dlp.  | Wed.     | Dlp.     | Wed.     | Dlp.     | Wed.   | Dlp.   |
| --------------- | --------------- | --------------- | --------------- | ---------- | ---------- | ----- | ----- | -------- | -------- | -------- | -------- | ------ | ------ |
| 2023/24         | Jong Genk       | Vlag van België | Eerste klasse B | 3          | 0          | —     | —     | —        | —        | —        | —        | 3      | 0      |
| 2024/25         | Jong Genk       | Vlag van België | Eerste klasse B | 13         | 1          | —     | —     | —        | —        | —        | —        | 13     | 1      |
| Carrière totaal | Carrière totaal | Carrière totaal | Carrière totaal | 16         | 1          | 0     | 0     | 0        | 0        | 0        | 0        | 16     | 1      |

Bijgewerkt op 25 mei 2025.
15 Claes  ·
50 Youndje ·
51 Brughmans ·
52 Da Costa ·
54 Onstein ·
55 Yoshinaga · 
56 De Wannemacker ·
57 Murenzi ·
58 Wamu · 
59 Mirisola ·
60 Lazar ·
61 Van Ingelgom ·
62 Cauwel ·
63 Wasinski ·
65 Akpan ·
66 Bafdili ·
68 Rabhi ·
71 Stevens ·
72 Barry ·
73 Mbavu ·
74 Nuozzi ·
75 Caicedo ·
76 Driessen ·
78 Lukanic ·
79 Nzoko ·
80 Touré ·
81 Boets ·
82 Vliegen ·
84 Sarfo ·
86 Haroun · 
87 Yasuda ·
89 Kim ·
Coach: Van Rumst